# Tipula (Lunatipula) sacerdotula
Tipula (Lunatipula) sacerdotula is een tweevleugelige uit de familie langpootmuggen (Tipulidae). De soort komt voor in het Palearctisch gebied.